# Natació en aigües obertes al Campionat del Món de natació de 2013 – Equips
La prova d'aigües obertes per equips es va celebrar el 25 de juliol de 2013 al Port Vell de Barcelona.

## Resultats[1]
| Posició | Nedadors                                                | País            | Temps     |
| ------- | ------------------------------------------------------- | --------------- | --------- |
| 1       | Thomas Lurz Christian Reichert Isabelle Härle           | Alemanya        | 52:54.9   |
| 2       | Antonios Fokaidis Spyridon Gianniotis Kalliopi Araouzou | Grècia          | 54:03.3   |
| 3       | Allan do Carmo Samuel de Bona Poliana Okimoto           | Brasil          | 54:03.5   |
| 4       | Jarrod Poort Simon Huitenga Melissa Gorman              | Austràlia       | 54:16.1   |
| 5       | Luca Ferretti Simone Ercoli Rachele Bruni               | Itàlia          | 54:34.0   |
| 6       | Andrew Gemmell Sean Ryan Haley Anderson                 | Estats Units    | 54:44.7   |
| 7       | Damien Cattin-Vidal Bertrand Venturi Aurelie Muller     | França          | 55:26.3   |
| 8       | Evgeny Drattsev Sergey Bolshakov Elizaveta Gorshkova    | Rússia          | 56:08.7   |
| 9       | Márk Papp Anna Olasz Éva Risztov                        | Hongria         | 56:09.4   |
| 10      | Phillip Ryan Kane Radford Cara Baker                    | Nova Zelanda    | 56:12.0   |
| 11      | Daniel Marais Chad Ho Kyna Pereira                      | Sud-àfrica      | 56:34.7   |
| 12      | Eric Hedlin Philippe Guertin Zsofia Balazs              | Canadà          | 57:13.7   |
| 13      | Yuto Kobayashi Yasunari Hirai Yumi Kida                 | Japó            | 58:00.0   |
| 14      | Weng Jingwei Han Lidu Cao Shiyue                        | R.P. de la Xina | 58:02.6   |
| 15      | Guillermo Bertola Martin Carrizo Florencia Mazzei       | Argentina       | 58:12.0   |
| 16      | Miguel Hernández Iván López Lizeth Rueda                | Mèxic           | 58:17.7   |
| 17      | Johndry Segovia Luis Bolanos Florencia Melo             | Veneçuela       | 58:59.9   |
| 18      | Seifeddine Sghaier Badr Chebchoub Maroua Mathlouthi     | Tunísia         | 59:19.4   |
| 19      | Vitaliy Khudyakov Vladimir Tolikin Xeniya Romanchuk     | Kazakhstan      | 1:00:15.8 |
| 20      | Ivan Enderica Ochoa Santiago Enderica Katia Barros      | Equador         | 1:00:32.6 |
| 21      | Youssef Hossameldeen Adel Ragab Laila El Basiouny       | Egipte          | 1:01:02.2 |
| 22      | Ching Leung Sunny Poon Li Chun Hong Fiona On Yi Chan    | Hong Kong       | 1:05:26.9 |